# Kulundasteppe

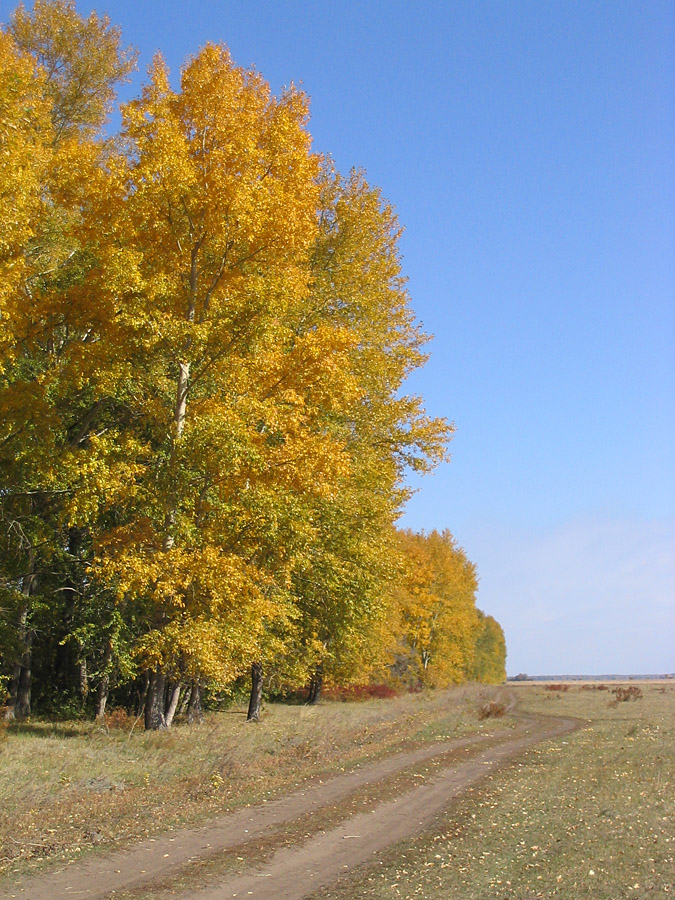
Waldschutzstreifen in der Kulundasteppe

Die Kulundasteppe (russisch Кулундинская степь Kulundinskaja step; auch Kulundaebene, russisch Кулундинская равнина Kulundinskaja rawnina oder einfach Kulunda) ist eine Landschaft im Südosten des Westsibirischen Tieflands zwischen Ob und Irtysch in Russland und Kasachstan.

## Lage
Es handelt sich um eine hügelige Steppenebene mit einer Fläche von etwa 100.000 km². Sie nimmt den Westen der russischen Region Altai und, zu einem kleineren Teil, den Osten des kasachischen Gebietes Pawlodar ein, geht im Norden in die Barabasteppe und im Süden und Südosten in die Ausläufer des Altai über. Die Höhe der Kulundasteppe über dem Meeresspiegel beträgt in ihrem Zentralteil 100 bis 120 m. Zu ihren östlichen und südlichen Rändern steigt sie auf 200 bis 250 m an.
Für die Kulundasteppe sind parallele, in nordost-südwestlicher Richtung verlaufende langgestreckte Erhebungen charakteristisch, welche die Umgebung um 50 bis 60 Meter überragen, Griwy (Singular: Griwa) genannt. In den Senken zwischen diesen Erhebungen fließen Flüsse, wie Kutschuk, Kulunda und Burla in westlichen Richtungen, bis sie schließlich in abflusslose Salzseen münden. Bei letzteren handelt es sich um Natriumsulfatseen wie den Kulundasee und den Kutschuksee, Sodaseen wie die Petuchowskojeseen (mit dem Petuchow-Sodasee, englisch Petukhov Soda Lake alias Cock Soda Lake, russisch Петуховское Содовое озеро), sowie Natriumchloridseen.
Im Nordwesten der Kulundasteppe liegt der russlanddeutsche Nationalkreis Halbstadt.

## Klima
Die Kulundasteppe besitzt ein verhältnismäßig trockenes Kontinentalklima mit monatlichen Mitteltemperaturen von −17 °C bis −19° im Januar und 19 °C bis 22 °C im Juli bei jährlichen Niederschlägen von nur 250 bis 300 mm.

## Vegetation
In der Kulundasteppe überwiegt Steppenvegetation, im nordwestlichen Teil auf Schwarzerdeböden. Die parallelen Erhebungen sind von Kiefernwäldern, in geringerem Maße auch Birken-Espen-Wäldern bewachsen. Diese sich teilweise über mehrere Hundert Kilometer erstreckenden Waldflächen werden „Bandwälder“ (russisch ленточные боры lentotschnyje bory) genannt.

## Nutzung
Die Kulundasteppe ist eines der wichtigen Landwirtschaftsgebiete Sibiriens. Es werden hauptsächlich Getreide (insbesondere Sommerweizen) und technische Kulturen angebaut. Die Urbarmachung der Kulundasteppe in größerem Umfang begann in der zweiten Hälfte des 19. Jahrhunderts. Wegen des trockenen Klimas ist teilweise Bewässerung notwendig. Zu diesem Zweck wurde u. a. der Kulunda-Magistralkanal angelegt.